# Shijimiaeoides lanty
Shijimiaeoides lanty is een vlinder uit de familie van de Lycaenidae. De wetenschappelijke naam van de soort is voor het eerst geldig gepubliceerd in 1886 door Oberthür.